# Howl
Howl és un poema d'Allen Ginsberg aparegut en el seu recull de poemes de 1956 titulat Howl and Other Poems.
Aquest poema és considerat com una de les obres més importants de la generació beat, amb A la carretera de Jack Kerouac (1957), Gasoline de Gregory Corso (1958) i El sinar nu de William S. Burroughs (1959). Howl va ser escrit el 1955 per ser recitat en una performance, però va ser publicat pel poeta Lawrence Ferlinghetti en City Lights Books. El poema va ser qualificat d'obscè i Ferlinghetti va ser arrestat i inculpat per la seva publicació. El 3 d'octubre del 1957, el jutge Clayton W. Horn va dictaminar el contrari, cosa que va permetre que Howl continués sent difós. La cançó Spell de Patti Smith és un poema inspirat en Howl.
Howl és també el títol d'una pel·lícula americana (2010) de Rob Epstein i Jeffrey Friedman (guió i realització) sobre el poeta Allen Ginsberg, encarnat en la pantalla per l'actor James Franco. Aquesta pel·lícula relata l'enrenou judicial a propòsit del poema de Ginsberg.
Hi ha la traducció al català d'aquest poema, «Udol», per Pepa Úbeda, pàgs. 30-54, incloses les notes, en El Ginsberg essencial, Barcelona: Nova Casa Editorial, 2019, 536 pàgs.